# 1432
1432 (MCDXXXII) var ett skottår som började en tisdag i den julianska kalendern.

## Händelser

### April
- 23 april – Vreta kloster brinner ned.

### Augusti
- 22 augusti – Erik av Pommern å ena sidan och Hansan och holsteinarna å den andra ingår vapenvila i Horsens.

### Okänt datum
- Erik blandar sig i det svenska ärkebiskopsvalet och låter utnämna sin egen kandidat, Arend Klemensen, medan domkapitlets egen, Olov Larsson, skjuts åt sidan, trots att han är vald och godkänd av påven.
- Falkenbergs stad får stadsprivilegium.

## Födda
- 15 augusti – Luigi Pulci, florentinsk renässansepiker
- Innocentius VIII, född Giovanni Battista Cibò, påve 1484–1492.
- Kristina Karlsdotter, dotter till Karl Knutsson (Bonde).
- Theda Ukena, grevinna och regent av Ostfriesland.
- Isabella av Coimbra, portugisisk drottning.

## Avlidna
- 9 februari – Johan Håkansson, svensk ärkebiskop sedan 1421.